# Profeten (Meyerbeer)

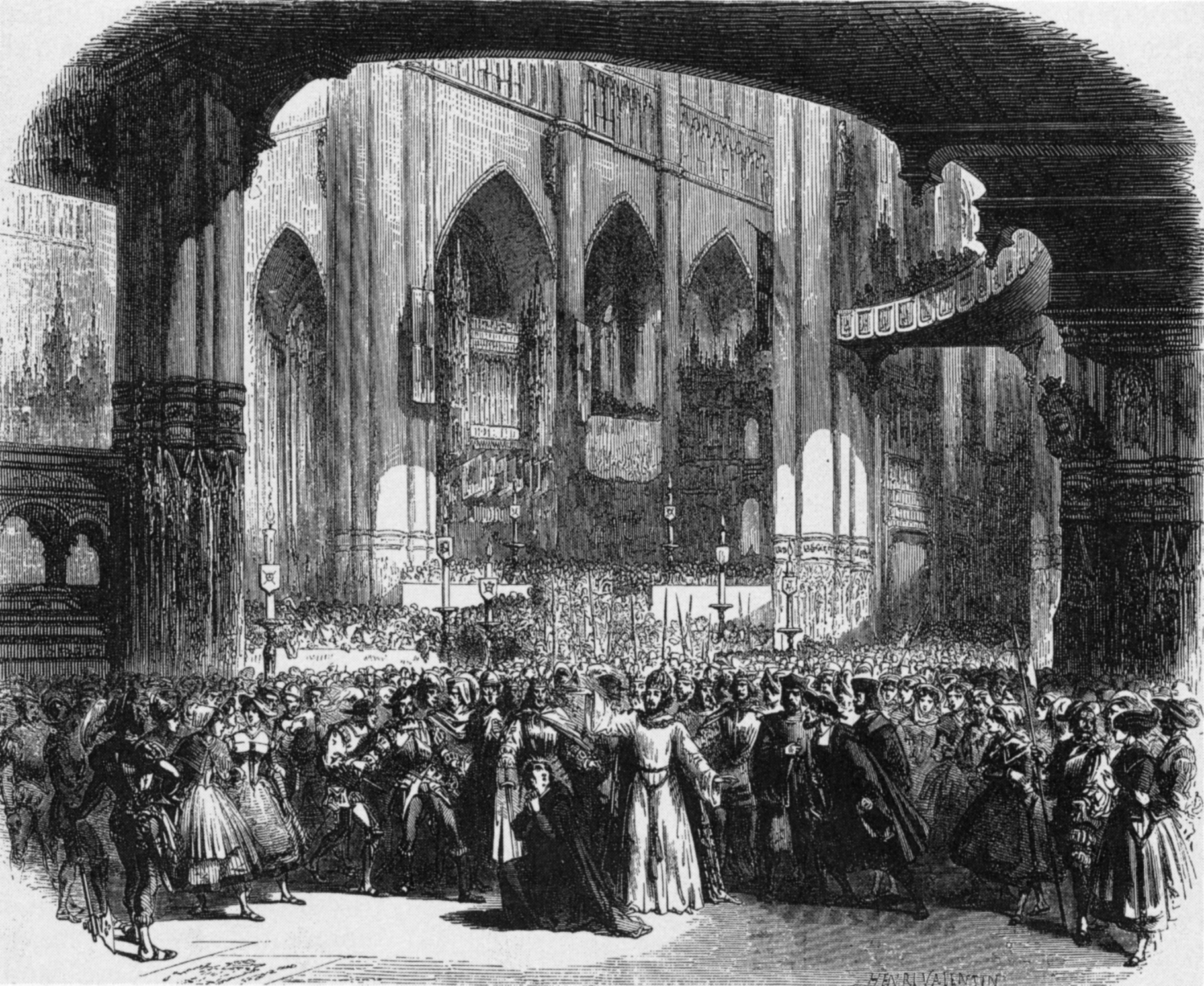
Gravyr av akt 4, scen 2från urpremiären publicerad i L'Illustration.

Profeten (franska: Le Prophète) är en grand opéra i fem akter med musik av Giacomo Meyerbeer och libretto av Eugène Scribe och Émile Deschamps efter delar av Essai sur les mœurs et l'esprit des nations av Voltaire. Handlingen bygger på Jan van Leidens liv, anabaptistledare och självutnämnd "Kung av Münster" i början av 1500-talet. Operan hade premiär i Paris den 16 april 1849. Kompositören blev den första tysk som utsetts till kommendör av Hederslegionen. Han samlade in den betydande summan av 44 000 franc (cirka 243 500 euro) i upphovsrätt för publiceringen av operan. Den hundrade föreställningen ägde rum efter 27 månader, den trehundrade efter 273 månader den 15 januari 1872. Verket återupplivades 1876 på Palais Garnier och 573 föreställningar gavs fram till 1912.

## Bakgrund

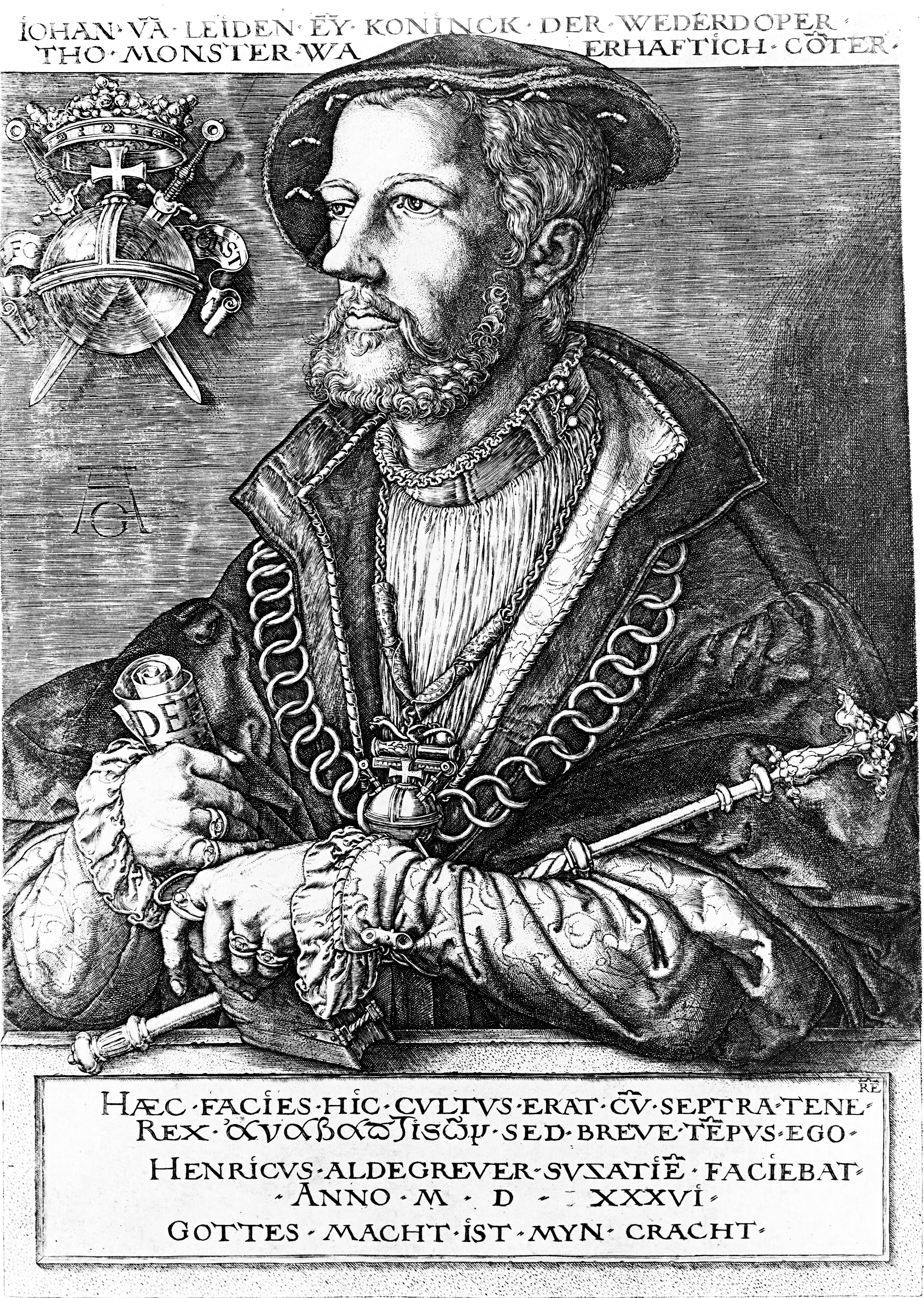
Jan van Leiden

Scribe inspirerades av anabaptisternas revolution i Westfalen ledd av Jan Bockhold eller Jan Bockelson kallad Jan van Leiden (1509 ?-1536). Den huvudsakliga källan som Scribe använder är Voltaires Essai sur les mœurs et l'esprit des nations (1756), men det är troligt att librettisten också hämtade några element från Carl Franz van der Veldes roman Anabaptisterna (översatt till franska 1826) och från Luthers Memoarer (1835) där Jules Michelet översatte Martin Luthers brev och skrifter för att rekonstruera en självbiografi av protestantismens fader och ett kapitel som ägnas åt anabaptisterna och Jan van Leiden.
Scribes libretto tar sig stora friheter vad gäller historisk sanning. Den verklige Jan van Leiden skickades till Münster 1533 av sin mästare Jan Matthijs (som i operan ger sitt namn till en av de tre anabaptisterna, Mathisen) för att konvertera befolkningen till anabaptistiska doktriner. Jans övertygelse var sådan att Matthijs, som betraktades som en profet och som hade kommit för att se sin lärjunges framsteg på plats, fördes till stadens överhuvud av rådmannen så snart han anlände. Han proklamerade sedan värdet av godhet och polygyni (en form av polygami där en man har flera fruar samtidigt). Efter anabaptisternas framgångar kom furstbiskopen Franz von Waldeck att belägra staden. Matthijs hade då visionen att belägrarna skulle besegras utan kamp. Han tog ledningen för en liten trupp och mötte fiendens linjer som massakrerade honom omedelbart (5 april 1534). Jan gifte sig sedan med sin herres änka och utropade sig själv till kung av det himmelska Jerusalem (Münster). Han organiserade stadens motstånd och lyckades avvisa flera övergrepp. Han förråddes dock i juni 1535 och fångades. Dömd till döden avrättades han med två av sina lärjungar den 22 januari 1536, efter en lång offentlig session av tortyr. Deras kvarlevor placerades i tre järnburar som hissade högst upp i tornet i Saint-Lambert-kyrkan, burar som fortfarande kan ses idag.
Jan van Leiden presenteras oftast som en tyrannisk och brutal ledare som inte skulle ha tvekat att få en av sina sjutton fruar halshuggen på allmän plats efter att hon motsatte sig honom. Medan han förespråkade avskaffandet av egendom och förnedringen av att använda sig av pengar, påstås han ha samlat rikedom och utsatt medborgarna i staden Münster för tvångsarbete.
Scribe kunde bara förföras av den verkliga Jan van Leidens öde, från mörkret i hans ursprung till triumfen för hans kröning (vars magnifika och överdådiga karaktär Voltaire betonar), sedan till hans svek och avskyvärda död. Anabaptisternas beprövade krav och tidens blodiga äventyr utgör ett särskilt dramatiskt sammanhang som slår mot åskådarens fantasi. Scribe lånar också från Michelet tanken att Jan van Leiden presenterar sig som en profet som skulle ha haft föraningen om sitt kungliga öde långt före sin ankomst till Münster.

## Historia

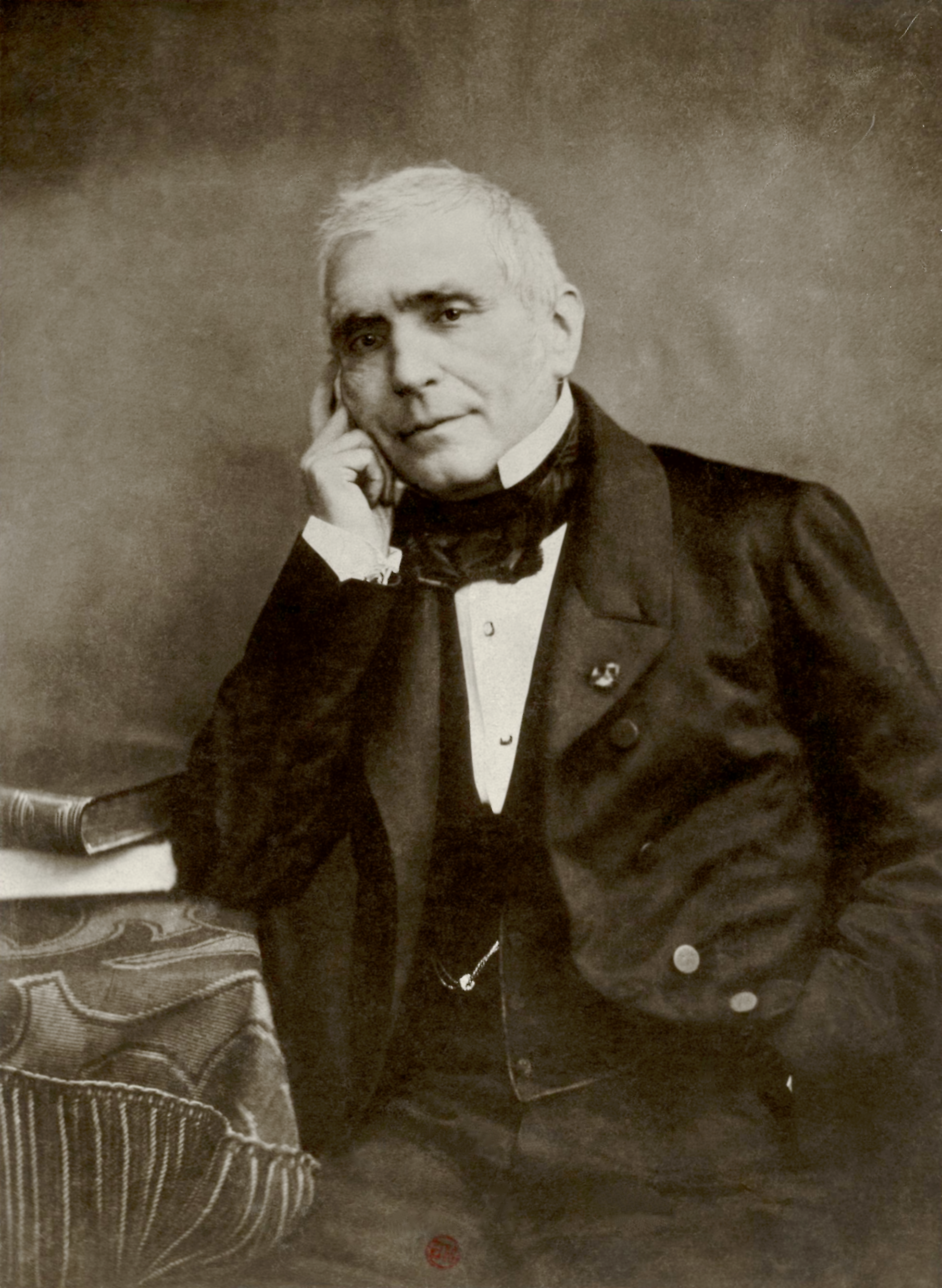
Eugène Scribe

Det verkar som om Scribe hade planerat att skriva ett libretto om det anabaptistiska upproret redan den 15 oktober 1835 och att han hade delat det med Meyerbeer i december samma år, några veckor före premiären av Hugenotterna. Både Profeten och Afrikanskan diskuterades. Inledningsvis valde man Afrikanskan som Meyerbeers nästa opera. Han kontrakterades att fullborda verket 1840 men 1838 flyttades tidsramarna fram med ytterligare två år. Meyerbeer skrev även kontrakt på Profeten och som ämne valde paret återigen ett tema baserat på historiska, religiösa konflikter. Kontraktet genom vilket Scribe åtog sig att tillhandahålla en text med titeln Profeten undertecknades dock inte förrän den 2 augusti 1838. Meyerbeer träffade sin librettist den 7 september på sitt gods i Séricourt, nära La Ferté-sous-Jouarre. En vecka efter mötet skickade han denne en lista med skriftliga rekommendationer och sedan planerades en serie arbetsmöten (19 september, 30 september, 6 oktober, 25 oktober, 29 oktober och 6 november) för att följa utvecklingen av skrivandet av librettot. Slutet av november och december 1838 ägnades åt en nypremiär av Hugenotterna och det var inte förrän i början av 1839 som Meyerbeers dagbok återigen nämnde möten om ämnet för den nya operan (16 och 26 januari, sedan 27 mars). Den 9 juni 1839 började Meyerbeer att komponera.
I ett brev som Meyerbeer skickade till Scribe den 30 november 1839 nämndes nya önskemål om ändringar i texten i de två första akterna. Kompositionen fortsatte under hela 1840 under vilken Meyerbeer studerade Händels oratorium Joshua och sedan närvarade vid en föreställning av Jephta för att bättre bekanta sig med andan i bibliska oratorier. Meyerbeer slutförde sitt partitur i början av 1841 och deponerade verket hos sin advokat den 24 mars för att respektera villkoren i kontraktet som undertecknades med Scribe. Han komponerade dock ytterligare några stycken under en kur i Alexisbad i Tyskland i september-oktober 1841.
Efter rykten om svårigheter i skapandeprocessen undertecknades ett nytt kontrakt med Parisoperan den 20 december 1842. Ändå fick den dåliga atmosfär som rådde under operachefen Léon Pillets (1840-1847) administration kompositören att överge sin verk i nästan fem år. Tack vare Meyerbeers stora förmögenhet var det ingen brådska att bli klar med verket och hans åtaganden som hovkompositör hos kung Fredrik Vilhelm IV av Preussen innebar också en försening på ca tio år. När han slutligen återupptog arbetet med Profeten var den i stort behov av revidering. Efter Pillets avgång i juli 1847 återupptog Meyerbeer arbetet med partituret när han återvände till Paris den 31 oktober 1847. Han förklarade sig missnöjd med resultatet och genomförde en revidering av librettot tillsammans med Scribe i början av 1848. Den 11 mars 1848 tecknade han ett nytt kontrakt med Parisoperan och den 14 mars ingick han ett hemligt avtal med poeten Émile Deschamps, med vilken han redan hade arbetat med i Hugenotterna, för att göra ändringar i Scribes text, utan den senares vetskap. Nio arbetsmöten organiseras fram till den 25 mars, förändringarna består huvudsakligen i att klargöra hjältens karaktär och relationerna mellan de tre huvudpersonerna: Jan, hans mor och hans fästmö. Den sopran som han ursprungligen hade tänkt sig till Berthes parti, Cornélie Falcon, hade under tiden förlorat rösten. Meyerbeer gjorde dessutom allt för att se till att rollen som Fidès, som han hade skrivit för Pauline Viardot, inte sjöngs av Rosine Stoltz på grund av hennes affär med operachefen. Tenorpartiet, som var avsett för Gilbert Duprez och som hade ett remarkabelt röstomfång, fick skrivas om för Gustave-Hippolyte Roger. Dagen före premiären blev det ännu fler problem för Meyerbeeer, då operans ledning tyckte Profeten var för lång och Meyerbeer var tvungen att stryka cirka 40 minuter och även en uvertyr som orkestern tyckte var för symfonisk i sitt utformande.

### Premiär
Operan uruppfördes den 16 april 1849 på Parisoperan. I publiken satt bland annat Chopin, Verdi, Théophile Gautier, Delacroix, Ivan Turgenev och Berlioz. Kostymerna var gjorda av Paul Lormier och dekoren av Charles-Antoine Cambon och Joseph Thierry (akterna 1 och 4), Charles Séchan (akterna 2 och 5) och Édouard Desplechin (akt 3). För första gången någonsin på en scen användes elektriska båglampor (régulateur à arc électrique) konstruerade av Léon Foucault och Jules Duboscq, som skulle imitera effekten av solljus.
Meyerbeer skrev sin dagbok:
"Tisdagen den 10 april till söndagen den 3 juni: De många bekymmerna före och strax efter profetens skapelse hindrade mig från att hålla min dagbok uppdaterad regelbundet. Vi hade 23 repetitioner med orkester. Måndagen den 16 april ägde premiären rum som var mycket lysande. Roger kallades tillbaka efter andra akten, Madame Viardot och Roger efter fjärde akten, och jag själv efter femte akten när jag kom för att hälsa på alla sångare. Blommor och kransar hälsade mig. De första tio föreställningarna genererade rekordintäkter, mellan 9 000 och 10 000 franc, men föll sedan kraftigt med återupptagandet av politisk oro inför valet, den extrema värmen och spridningen av koleraepidemin. Bland artisterna förtjänar Viardot pris, och jag måste tacka henne så mycket för denna framgång. Madame Viardot, Madame Castellan och Herr Roger gjorde alla sina operadebuter i Profeten. Nästan alla större tidningar, med undantag för La Réforme (Castil-Blaze) och La Musique (Frères Escudier), talade för opera. Den 4 maj publicerades min utnämning till kommendör för Hederslegionen i Le Moniteur på förslag av inrikesministern Léon Faucher. Varken jag eller någon av mina vänner hade förväntat oss något sådant. Summan jag fick för utgåvan av partituret är den högsta som någonsin betalats: Brandus gav 19 000 franc för publiceringsrättigheterna i Frankrike, Delafield & Beale 17 000 franc för publiceringen i England och ensamrätten att representera där, Breitkopf & Hartel 8 000 franc för publiceringsrättigheterna i Tyskland, dvs 44 000 franc totalt6. Republikens president, Louis Napoleon, bjöd mig på lunch strax efter att kommendörs rang tilldelades mig."
I de tre huvudrollerna syntes Jeanne-Anaïs Castellan som Berthe, Pauline Viardot som Fidès och Gustave-Hippolyte Roger som Jean. Efter premiären framfördes operan i London på Covent Garden den 24 juli samma år. 1850 spelades den för fullt i Tyskland liksom i Wien, Lissabon, Antwerpen, New Orleans, Budapest, Bryssel, Prag och Basel. Succén fortsatte under hela 1800-talet och in på 1900-talet.
Premiären i Wien 1850, under kompositörens överinseende, markerade höjdpunkten i Meyerbeers konstnärliga karriär. Han skrev i sin dagbok:
"Torsdagen den 28 februari: Generalrepetition på morgonen med orgel, kör och orkester fram till klockan två på eftermiddagen, vilket var relativt sent med tanke på att profeten skulle börja klockan sex. Efterfrågan på en biljett var mycket stark i veckor: man var tvungen att betala upp till 100 gulden för en enda billig plats. Redan vid niotiden på morgonen började folk köa utanför teatern; vid middagstid var publiken så tät på torget framför Kärntenporten (där teatern ligger) att armén var tvungen att ingripa för att kontrollera situationen. Klockan sex började föreställningen. Jag dirigerade orkestern; så fort jag kom in mottogs jag av en lång och varmande ovation. Jag kallades tillbaka två gånger efter andra akten, två gånger efter den tredje, tre eller fyra gånger efter den fjärde; och efter den femte tappade jag räkningen på inropningar. (...) På orkesterns sida var framförandet mycket bra och körerna var oöverträffade. Ander sjöng titelrollen utmärkt; han är utan tvekan den bästa tyska tenoren idag. Mademoiselle Zerr var också ganska anmärkningsvärd i Berthe och lyckades vara riktigt imponerande i denna otacksamma roll, särskilt i femte aktens trio, på ett sätt som Castellan aldrig närmade sig i Paris. Å andra sidan var Madame Lagrange otillräcklig i Berthe, även om hon sjöng rollen bra; hennes röst är trög, hon uttalar tyska dåligt och har inga skådespelarkunskaper. De mest framgångsrika numren var Berthes cavatine och revoltkören i första akten; kvartetten i den andra; den kvinnliga duon, marschen, scenen med orgel och finalen som helhet i den fjärde; luften, duon och trion i den femte. Detta har, med Guds hjälp, varit en stor framgång. »
Liksom andra operor av Meyerbeer tappade Profeten sitt grepp om publiken i början på 1900-talet och den förlorade sin plats på världens alla operahus, förutom några enstaka nypremiärer. Metropolitan Opera satte upp den 1918 särskilt för stjärntenoren Enrico Caruso. Efter andra världskriget har den satts upp i Zürich 1962, Deutsche Oper Berlin 1966 (båda med Sandra Warfield och James McCracken) samt Metropolitan Opera 1977 med Marilyn Horne som Fidès dirigerad av John Dexter. På Wiener Staatsoper gavs den 1998 i en uppsättning av Hans Neuenfels med Plácido Domingo och Agnes Baltsa i huvudrollerna. Med början 2015 började åter nya uppsättningar av Profeten framföras på europeiska operahus.
Den svenska premiären ägde rum på Stockholmsoperan den 8 november 1852 och den iscensattes åter med premiär den 11 december 1902.

Arvid Ödmann som Jean de Leyde 1893
Oscar Arnoldson som Jean de Leyde 1872
Zelia Trebelli som Fidès gästspel 1878

### Internationell framgång

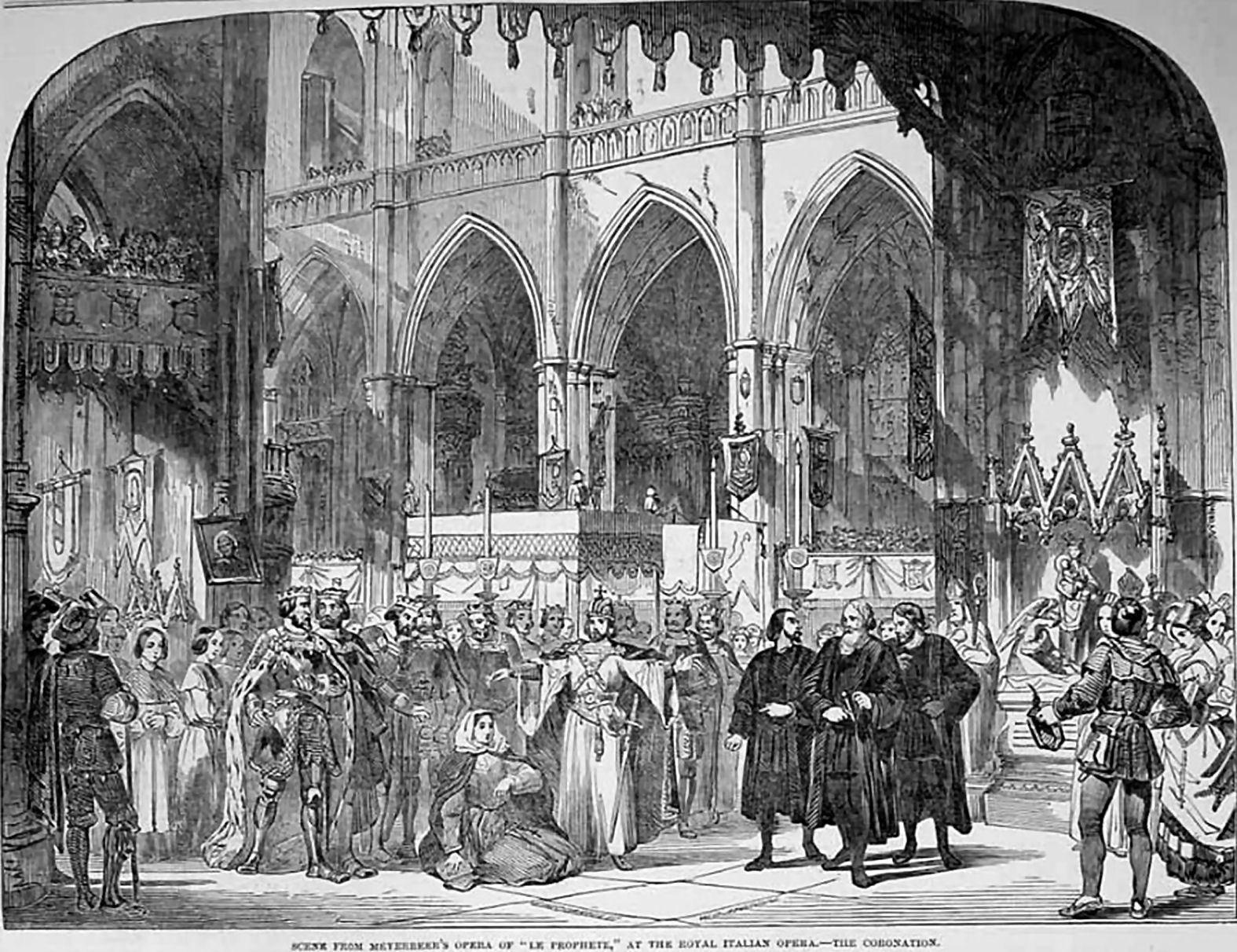
Kröningsscenen vid Londonpremiären på Royal Italian Opera 1849.

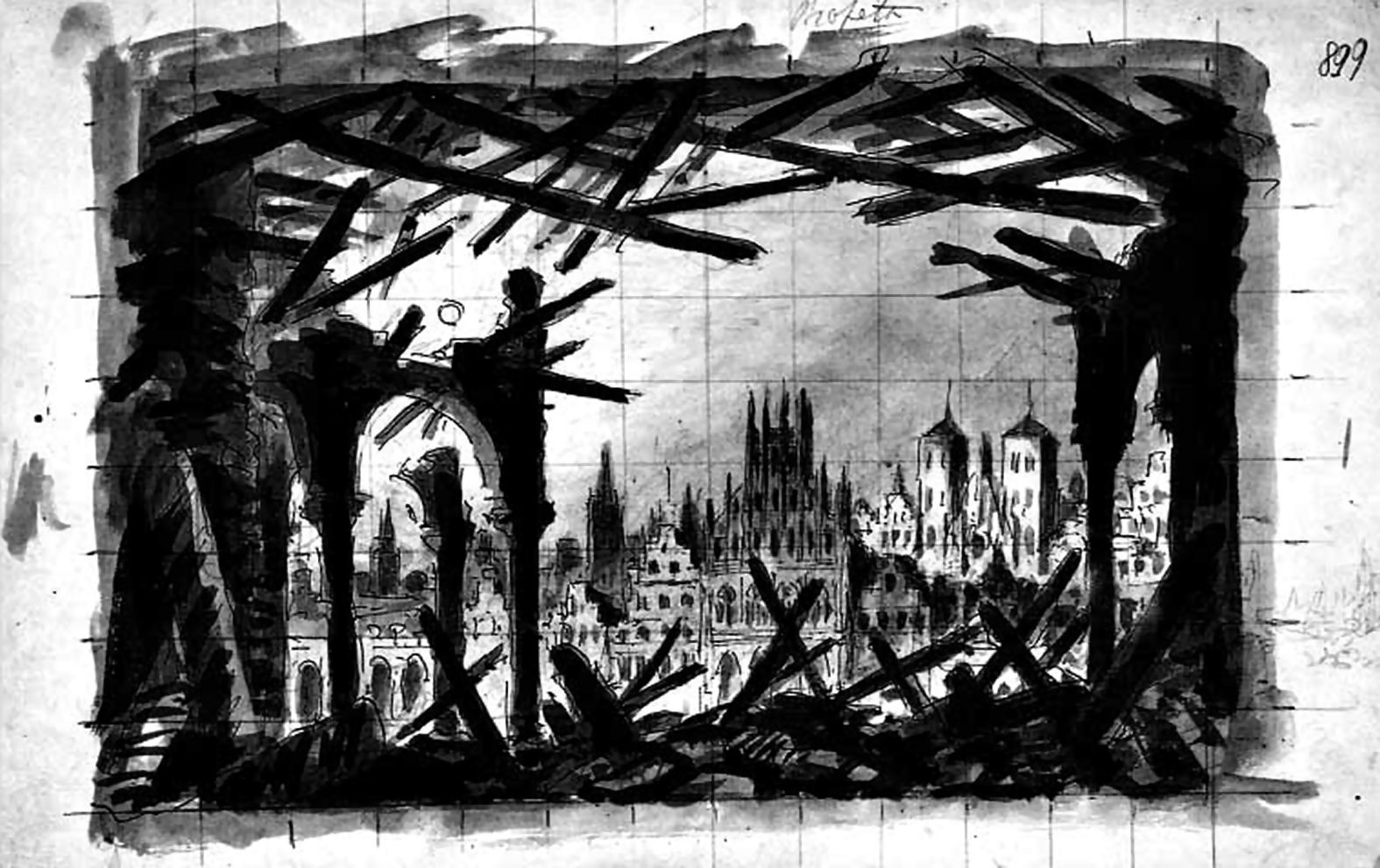
Skiss av uppsättningen till sista aktens andra scen akten av Giuseppe Bertoja för premiären av verket på La Fenice i Venedig 1855.

Liksom Robert le Diable och Hugenotterna uppnådde Profeten enorma framgångar i världen. Letellier rapporterar att operan framfördes 573 gånger i Paris (den hundrade föreställningen ägde rum efter 27 månader den 14 juli 1851, den trehundrade efter 273 månader den 15 januari 1872, den sista föreställningen ägde rum den 29 maj 1912), 315 gånger i Berlin (fram till 1910), 251 gånger i Hamburg (fram till 1929), 180 gånger i Wien (fram till 1911), 150 gånger i London (fram till 1895), 79 gånger i Milano (fram till 1885) och 56 gånger i New York (fram till 1915). Profeten blev favoritverket för officiella galor och mottagningar av statschefer: den var representerad för att fira valet av Louis Napoleon som republikens president den 9 januari 1852, för att välkomna drottningen av Spanien under hennes besök i Frankrike den 30 september 1853 eller i samband med besöket av Belgiens kung till Berlin den 9 maj 1853.
Begränsad till perioden 1849-1879 hade operan premiär i följande städer:
- 1849: London
- 1850: Berlin, Dresden, Hamburg, Marseille, Amsterdam, Wien, Schwerin, Frankfurt am Main, Lissabon, Darmstadt, Antwerpen, Köln, New Orleans, Budapest, Braunschweig, Hannover, Bryssel, Graz, Coburg, Prag
- 1851: Dessau, Głogów, Mainz, Metz, Grenoble, Gdańsk, Toulouse, Stuttgart, Elbląg, Bordeaux, Bamberg, Konstantinopel, Detmold
- 1852: Lille, Görlitz, Szczecin, Nîmes, Sankt Petersburg, Stockholm, Nürnberg, Florens, Sibiu
- 1853: Nysa, Salzburg, Magdeburg, Riga, Liège, Timișoara, Parma, Turin, New York
- 1854: Avignon, Toulon
- 1855: Dublin, Venedig, Milano
- 1856: Béziers, Dijon, Perpignan, Saint-Quentin, Tallinn, Meiningen, Helsingfors, Livorno, Rouen
- 1857: Havanna
- 1858: Modena
- 1859: Le Havre
- 1861: Mexico City
- 1863: Barcelona, Alger, Milano
- 1864: Melbourne, Sydney
- 1865: Neapel
- 1867: Warszawa
- 1873: Buenos Aires, Malta
- 1875: Kairo
- 1876: Rio de Janeiro

## Personer

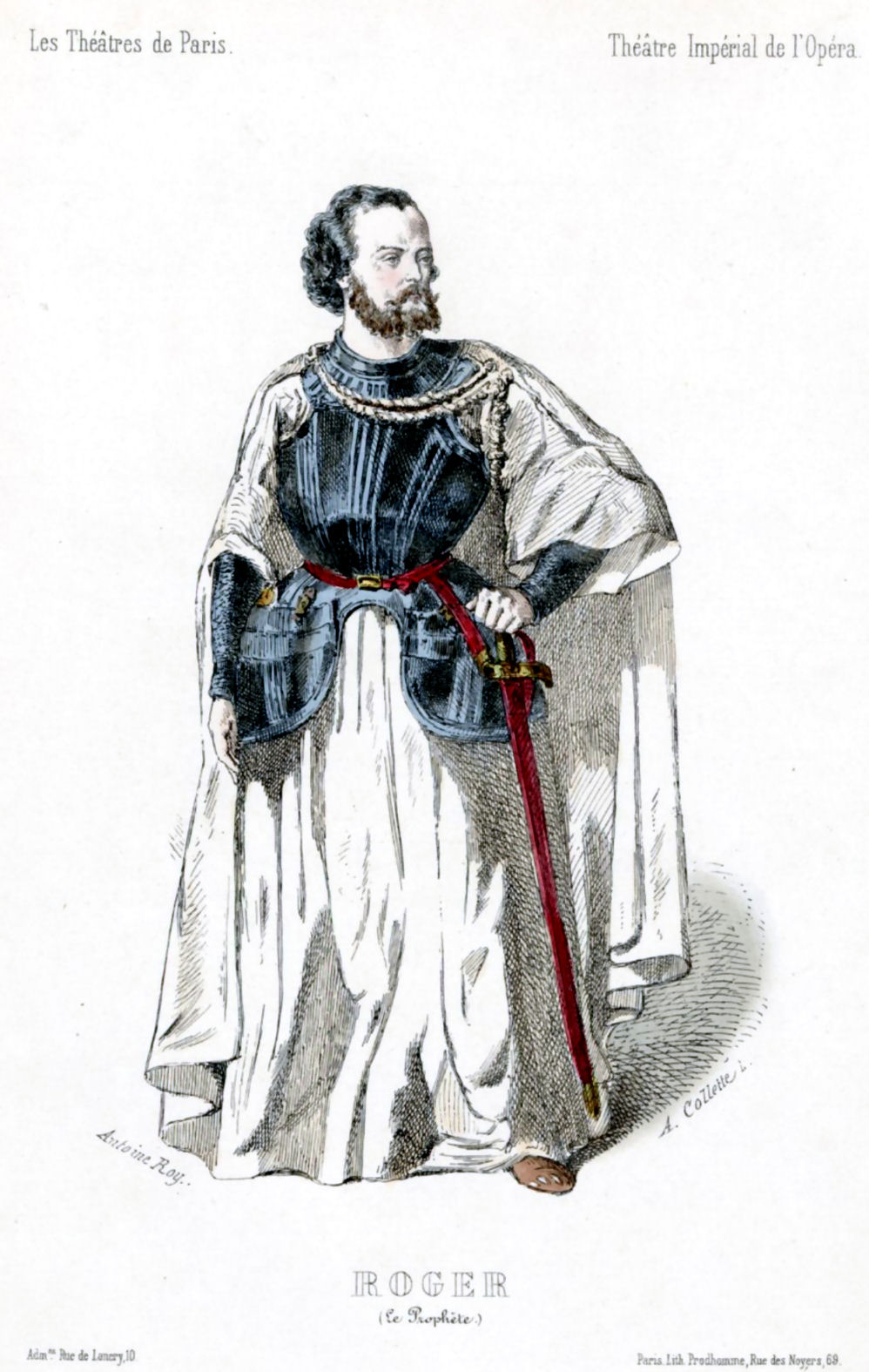
Gustave-Hippolyte Roger som Jean de Leyde i originaluppsättningen av Le prophète

| Roller                                                           | Röstläge          | Premiärbesättning 16 april 1849 (Dirigent: Narcisse Girard) | Svensk premiärbesättning 8 november 1852 (Dirigent: Jacopo Foroni) |
| ---------------------------------------------------------------- | ----------------- | ----------------------------------------------------------- | ------------------------------------------------------------------ |
| Jean de Leyde, värdshusvärd och vederdöparnas profet             | tenor             | Gustave-Hippolyte Roger                                     | Olof Strandberg                                                    |
| Fidès, Hans moder                                                | mezzosopran       | Pauline Viardot                                             | E. Normani                                                         |
| Berthe, Hans trolovade                                           | sopran            | Jeanne-Anaïs Castellan                                      | Louise Michaëli                                                    |
| Jonas, en anabaptist                                             | tenor             | Louis Guéymard                                              | Bernhard Lundbergh                                                 |
| Mathisen, en anabaptist                                          | bas eller baryton | Euzet                                                       | Bernhard Lundbergh                                                 |
| Zacharie, en anabaptist                                          | bas               | Nicolas Levasseur                                           | Rudolf Walin                                                       |
| Oberthal, tyrannisk godsägare                                    | bas               | Hippolyte Bremond                                           | Carl Johan Uddman                                                  |
| Adelsmän, stadsbor, anabaptister, bönder, soldater, fångar, barn |                   |                                                             |                                                                    |

## Handling
Tid: De religiösa krigen på 1500-talet
Plats: Dordrecht och Münster
Jean de Leyde (baserad på den historiska Jan van Leiden), vars älskade Berthe åtrås av greve Oberthal, blir övertalad av en trio ondsinta anabaptister att utropa sig till kung av Münster.
Ursrpunglingen komponerade Meyerbeer en lång ouvertyr som dock ströks under repetitionerna tillsammans med vissa andra musiknummer på grund av operans redan långa speltid. I över ett sekel troddes ouvertyren endast ha överlevt i ett pianoarrangemang utfört av Charles-Valentin Alkan på order av Meyerbeer, men Meyerbeers manuskript återfanns på Bibliothèque Nationale i Paris i början av 1990-talet, originaldelarna något senare i Parisoperans arkiv, och en ny källkritisk utgåva publicerades 2010.

### Akt 1

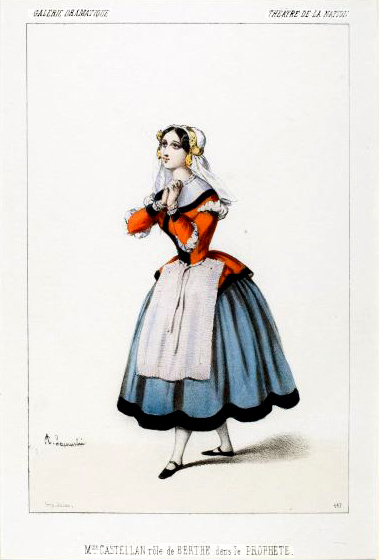
Jeanne-Anaïs Castellan som Berthe i originaluppsättningen av Le prophète

Landsbygden utanför Dordrecht i Holland. I bakgrunde flyter floden Meuse. Till höger syns Oberthals slott med en vindbrygga och torn; till vänster syns bondgårdar och väderkvarnar tillhörande slottet.
Det är morgon. Bönderna och mjölnarna går till sina arbeten och väderkvarnarna börjar snurra (Förspel och pastoral kör: La brise est muette). Den unga bondflickan Berthe är lycklig över att få gifta sig med mannen som hon älskar (Aria: Mon cœur s'élance et palpite). Hon välkomnar sin blivande svärmor Fidès, som välsignar henne och placerar en förlovningsring på hennes finger. Berthe förklarar för Fidès att hon behöver grevens tillstånd att äkta Jean, som hon älskar efter att han räddade henne från att drunkna i floden Meuse. Innan Berthe reser till Leiden, där Fidès har ett värdshus tillsammans med sonen, måste hon få tillstånd från Oberthal att lämna landet och gifta sig. De två kvinnorna beger sig till grevens slott, men stannar då de ser tre svartklädda män. De tre anabaptisterna (eller vederdöpare) Jonas, Matthisen och Zacharie sjunger koralen Ad nos ad salutarem (till en melodi av Meyerbeer). Anabaptisterna väcker ett intresse hos de lokala bönderna om social revolution och uppmanar dem att revoltera mot överheten. Bönderna beväpnar sig med grepar och käppar och beger sig mot slottet, men stannar vid åsynen av greven av Oberthal och dennes soldater. När Oberthal ser Berthe frågar han henne varför hon befinner sig där. Berthe förklarar att hon har älskar Fidès son Jean sedan denne räddade henen från att drunkna och utber sig om grevens tillstånd att få gifta sig. Oberthal känner igen en av anabaptisterna, Jonas, som en före detta anställd och ger order till soldaterna att misshandla männen. Intagen av Berthes skönhet avslår han hennes begäran och låter arrestera de två kvinnorna. Folket ilsknar till och hotar slottet.

### Akt 2
Inne på värdshuset ägt av Jean och Fidès i Leiden. I bakgrunden en dörr. Till höger och vänster andra dörrar.
Anabaptisterna kommer ín med glada bönder och försöker övertala Jean att han är deras förutbestämde ledare och hävdar att han liknar bilden av Kung David i Münsters katedral. Jean berättar en dröm i vilken han befann sig i ett tempel där folket knäföll inför honom. Jean säger till de tre anabaptiserna att han endast lever för sin kärlek till Berthe och vägrar att gå med dem (Aria: Pour ma Berthe, moi je soupire); varpå de går. Berthe skyndar in efter att ha undflytt Oberthal; greven anländer och hotar avrätta Jeans mor Fidès om inte Berthe blir hans. Förtvivlad överlämnar Jean Berthe till Oberthal. Fidès välsignar sonen och försöker trösta honom (Aria: Ah ! mon fils sois béni). När anabaptisterna återvänder är Jean redo att förena sig med dem som hämnd mot Oberthal; han ger sig av utan att meddela Fidès (Quartet: Oui, c'est Dieu qui t'appelle).

### Akt 3
Scen 1
Anabaptisternas läger i en skog i Westfalen. En frusen sjö syns i bakgrunden och avgränsas på sidorna av skogen. Vid stranden står anabaptisterna tält.
Jean har förklarats vara profet. Anabaptistsoldaterna för in en grupp fångar av rika adelsmäns och munkar, som de hotar med yxor. Alla tillfångade ska massakreas men Mathisen bryter in och påminner de andra anabaptisterna att det vore bättre att mörda dem först efter att en lösensumma har begärts och betalats. Bönderna kommer åkandes på skridskor över den frusna sjön och har med sig mat som är betald med fångarnas stulna pengar. Bönderna bjuds in av anabaptisterna att fira med dem (Ballet and chorus).
Scen 2
Insidan av Zacharies tält
Anabaptisterna beslutar sig för att inta Münster; deras beslut överhörs av Oberthal som förklädd har tagit sig in i lägret. Han låtsas vilja gå med anabaptisterna och Zacharie och Jonas får honom att svära att han ska respektera bönderna och de fattiga, men skoningslöst massakrera adeln och borgarna efter att han plundrat dem. (Komisk trio: Sous votre bannière que faudra-t-il faire ?) Han upptäcks och arresteras; men informerar Jean att Berthe har flytt och att han sett henne i Münster. Jean har börjat tröttna på anabaptisternas våld och blodbad och ger order om att avbryta avrättningen.
Scen 3
Anabaptisternas läger
Attacken på Münster leds av de tre anabaptiserna men misslyckas. Som profet och ledare inspirerar Jean de anabaptistiska trupperna med en himmelsk vision om deras förestående seger (Triumfhymn: Roi du ciel et des anges).

### Akt 4
Scen 1

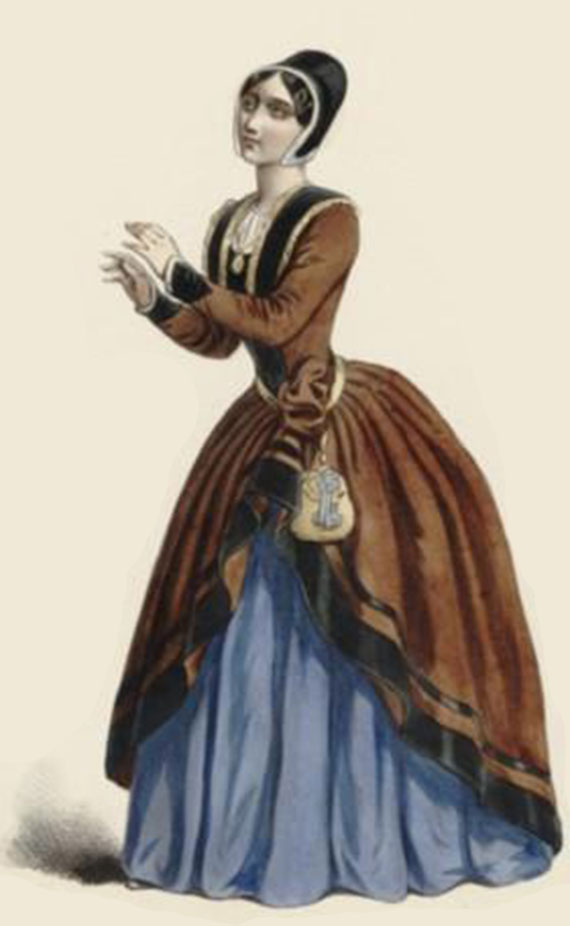
Pauline Viardot som Fidès i originaluppsättningen av Le prophète

Rådhuset i Münster, dit flera gator leder. Till höger trappsteg upp till rådhusets dörr
Jean, som önskar göra sig till Kejsare, har intagit stade vars innevånare räds den nye ledare. Fidès sitter på en pelare och ber om allmosor till en mässa för hennes son, som hon tror är död. Förklädd till pilgrim kommer Berthe in. Hon känner igen Fidès och de två kvinnorna faller i varandras armar. Berthe berättar att efter hon lyckats fly från Oberthal sökte hon efter Jean och modern på värdshuset i Leiden. Grannarna berättade att de hade givit sig av till Münster. Berthe gav sig omedelbart av för att söka finna dem. Fidès säger till flickan att hennes son är död: hon fann hans blodiga kläder och en okänd person hävdade att han såg hur han avrättades på order av anabaptisternas profet. Berthe bestämmer sig för att döda profeten, medan Fidès ber till Gud att ge sonen evig vila. Berthe rusar mot profetens slott medan Vidès förgäves försöker hinna med (Duett:  Pour garder à ton fils le serment).
Scen 2
Inne i Münsters katedral
Andra sccenen består av Jeans kröning i katedralen och föregås av en Kröningsmarsch under vilken kronan, spiran, rättvisans svärd och statssigillet överlämnas till Jean. Fidès är villig att utföra Berthes plan på hämnd; inne i katedralen svär hon åt anabaptisternas profet (Bön och förbannelser: Domine salvum fac regem). Kröningen slutar och församlingen förundras över de mirakel som redan utförts av profeten och förklarar honom som Guds son, ej född av en kvinna (Barnkör med vanlig kör: Le voilà, le roi prophète). När Fidès hör Jean säga att han är smord av Gud känner hon igen hans röst och skriker "Min son!". Detta hotar Jeans plan och han låtsas inte känna igen henne. Han befaller sina trogna att hugga ner honom om tiggarkvinnan än en gång hävdar att hon är hans mor. Detta tvingar Fidès att ta tillbaka sitt uttalande och säga att hennes ögon lurade henne.

### Akt 5
Scen 1

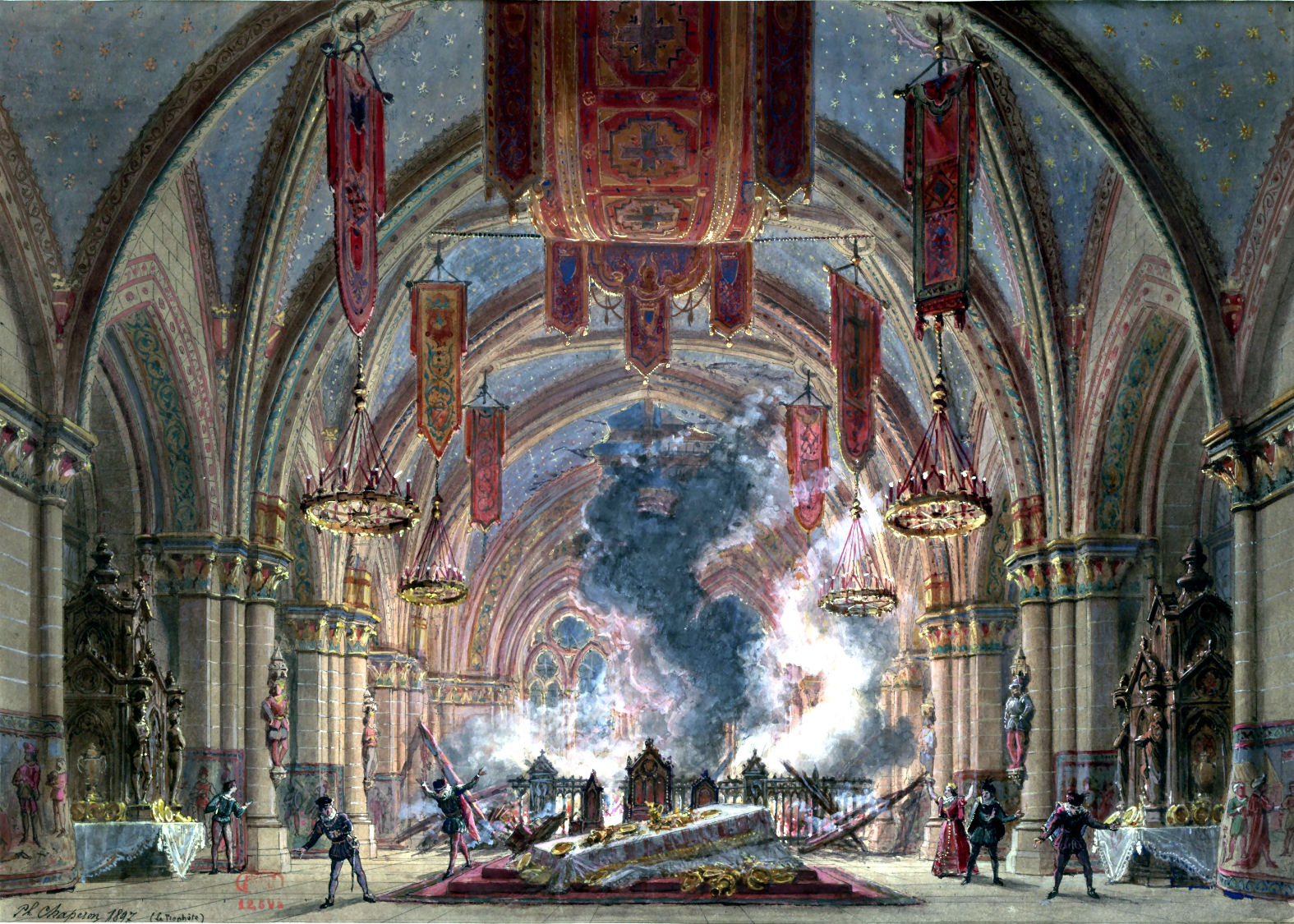
Dekor av Philippe Chaperon till finalscenen i en uppsättning av operan 1897

Ett valv i Jeans palats i Münster: till vänster leder en trappa ner till valvet. Till höger en järngrind som går in till en tunnel som leder ut till staden
De tre anabaptisterna överväger att lämna över Jean till de tyska kejserliga arméerna, vilka förbereder sig för att invadera staden, för att själva gå fria. Soldater för Fidès till valvet där hon hålls fången. Hon slits emellan motstridiga känslor: hon älskar fortfarande sin son men hon avskyr det som han har blivit: en falsk profet som utger sig för att vara Guds son och som härför arméer ansvariga för många brott. Slutligen verkar Fidès redo att förlåta sonens synder medan hon samtidigt önskar att döden ska komma och befria henne från alla hennes sjukdomar (Aria: Ô prêtres de Baal). En soldat tillkännager för Fidès profetens ankomst. Hon återfår en gnutta hopp och ber att sonen ska sona sina brott och ta den rätta vägen. Jean anländer och ber sin mor att förlåta honom. Fidès förebrår sonen för hans uppförande. Jean försöker rättfärdiga sig själv med att han önskade hämnas alla oförrätter begångna av Oberthal. Det enda sätt som Jean kan få förlåtelse av modern är att avsäga sig sin makt och rikedom och inte längre hävda att han är en profet. Först tvekar han att avsäga sig allt han anförtrotts men gradvis blir han övertygad. Han går med på att följa modern som förlåter honom (Grand duet: Mon fils ? je n'en ai plus !). Av en familjemedlem får Berthe veta om en hemlig väg in i slottet och hon kommer in i valvet för att ta sig till krutmagasiner och spränga hela palatset och alla invånare i luften. När hon ser Jean kastar hon sig i hans armar och är redo att fly med honom och modern. Jean, Berthe och Fidès drömmer om det kommande livet. (Trio: Loin de la ville). En soldat kommer in och varnar Jean att de kejserliga trupperna assisterade av de tre anabaptiserna har invaderat staden och intagit palatset. Berthe inser då att Jean och profeten är samma person. Chockerad förbannar hon honom och sticker sig själv till döds. Efter att nu har förlorat den enda han älskat bestämmer sig Jean för att dö också och ta med sig alla fiender i döden.
Scen 2
Den stora palatssalen i Münster. Ett bord på en plattform reser sig i mitten av scenen
|  |
|  |

Anabaptistsoldaterna festar och sjunger om profetens ära vid en bankett för att fira hans kröning. Unga flickor dansar för dem medan andra för in vin och mat (Bacchanal (Kördans: Gloire, gloire au prophète) De tre anabaptisterna bevakar Jean i hopp om att han ska dricka sig berusad och därmed bli lätt att tillfångata. Jean varnar sina soldater att de måste vara beredda på att stänga alla palatsets dörrar så snart de får hans order. Jean uppmuntrar alla att dricka och ber de tre anabaptisterna att stå vid hans sida som en belöning för deras trohet (Dryckessång: Versez, que tout respire l'ivresse). Plötsligt uppenbarar sig Oberthal och den kejserliga armén i salen. Han begär att den falske profeten ska avättas utan dröjsmål, en begäran som de tre anabaptisterna ivrigt godkänner. I förvirringen märker ingen att alla dörrar har låsts. En stor explosion hörs och flammor syns på alla håll. En vägg kollapsar och Fidès kan återförenas med sonen. De kastar sig i varandras armar för ett sista farväl, medan alla förgäves försöker fly från förödelsen som hägrar. Palatset kollapsar i rök och flammar, alla dör (Finalduett med kör: Ah ! viens, divine flamme).

## Analys
Profeten är mycket mera arketypen för den "franska grand opéra" än Robert le Diable eller Hugenotterna. Librettot tecknar några få individer som sveps bort av historiska händelser och kännetecknas av en särskilt mörk vision av samhället och psykologiskt komplexa karaktärer, samtidigt som det ekar av bekymmer från tillkomsttiden. De betydande dimensionerna av det musikaliska partituret, som kräver både de vokala egenskaperna hos exceptionella artister och en raffinerad och innovativ orkestrering, förstoras av en färgstark iscensättning där alla element (uppsättningar, kostymer, belysning, sceniska effekter) används för att ge en extraordinär show.

### Mörkt och komplext libretto

#### Pessimistisk världssyn
Det rika och komplexa librettot imponerade särskilt på dåtiden. Författaren och litteraturkritikern Théophile Gautier började sin recension i La Presse med att notera att "valet av libretto är .. för Meyerbeer av stor vikt" och att "den italienska försumligheten vad gäller text inte kan passa honom" eftersom "Meyerbeer är, sedan Gluck, den mest väsentliga dramatiska kompositör som någonsin hörts på Parisoperan: han har den högsta nivån av teatermässig förståelse ... och det är, enligt vår åsikt, den distinkta kvaliteten i hans genialitet." För Théophile Gautier utgör Robert le Diable, Hugenotterna och Profeten "en enorm symbolisk trilogi full av djupa och mystiska betydelser". Enligt honom utgör var och en av dessa operor ytterligare ett steg i processen att förstå världen omkring oss: vi utvecklas således från en binär vision där människan är leksaken för en konfrontation mellan gott och ont (i Robert le Diable) till tanken att människan är herre över sitt eget öde och ansvarig för sina handlingar gentemot sig själv och andra (i Hugenotterna). Profeten illustrerar människans vilja att vilja förbättra världen och betonar utopins storhet, men också faror, när det gäller att göra andra lyckliga trots sig själva. Med Gautiers ord:
"Robert le Diable är katolicismen med dess vidskepelse, dess mystiska halvdagar, dess frestelser, dess långa blåaktiga kloster, dess demoner och änglar, alla dess fantastiska dikter. Hugenotterna är analysens anda, rationell fanatism; idéns kamp mot passion, negation mot bekräftelse; det är historia som ersätter legend, filosofi för religion. Profeten är hypotesen, utopin, den fortfarande förvirrade formen av saker som inte är det, skissar ut i en extravagant skiss. (...) De tre huvudfaserna i den mänskliga anden är representerade: tro, undersökning, upplysning. Tro motsvarar det förflutna, undersökning till nutiden, upplysning till framtiden."
Åtskilliga av tidens kritiker slogs av likheten mellan librettot till Profeten och den postrevolutionära perioden 1848 och 1849 i Frankrike. Gautier konstaterade att "Anabaptisterna och bönderna har dialoger som lika gärna kunde ha varit hämtade från kommunisttidningar". Han konstaterar mer allmänt att "av bisarr slump relaterar var och en av dessa operor exakt till den historiska betydelsen av den tid då den gjordes eller framfördes. Robert le Diable, komponerad under de sista åren av restaureringen, även om den spelades senare, representerar ganska bra den ridderliga andan, katolsk och full av återkomster till medeltiden under denna period. Målar inte Hugenotterna, där protestanterna har den vackra rollen, de skeptiska, borgerliga och konstitutionella tendenserna i den regeringstid som just har gått? Profeten verkar vara gjord efter behag för stundens bekymmer."
Som Meyerbeer själv erkände var den allmänna tonen i verket "dyster och fanatisk". Världssynen i operan är särdeles pessimistisk: de tre anabaptisterna förespråkar revolution enbart i eget syfte; för fega för att själva gå i bräschen så söker de efter en karismatisk ledare som de inte tvekar att förråda när vinden vänder. Men det gamla systemet som anabaptisterna bekämpar framställs inte heller smickrande: greve Oberthal fördöms för sin godtycklighet, sin orättvisa och maktmissbruk. Folket framställs ömsom som fega (i första akten), ämsom som blodtörstiga (i början av tredje akten). Precis innan han försvinner i eldsflammorna utslungar Jean de Leiden operans "moral":
(Till anabaptisterna) Ni förrädare!

(till Oberthal) Du tyrann som jag tar med mig i fallet!

Gud förutsåg slutet ... och jag utför det! Alla är skyldiga ... och alla straffas!

#### Inga hjältar och ingen kärlekshistoria

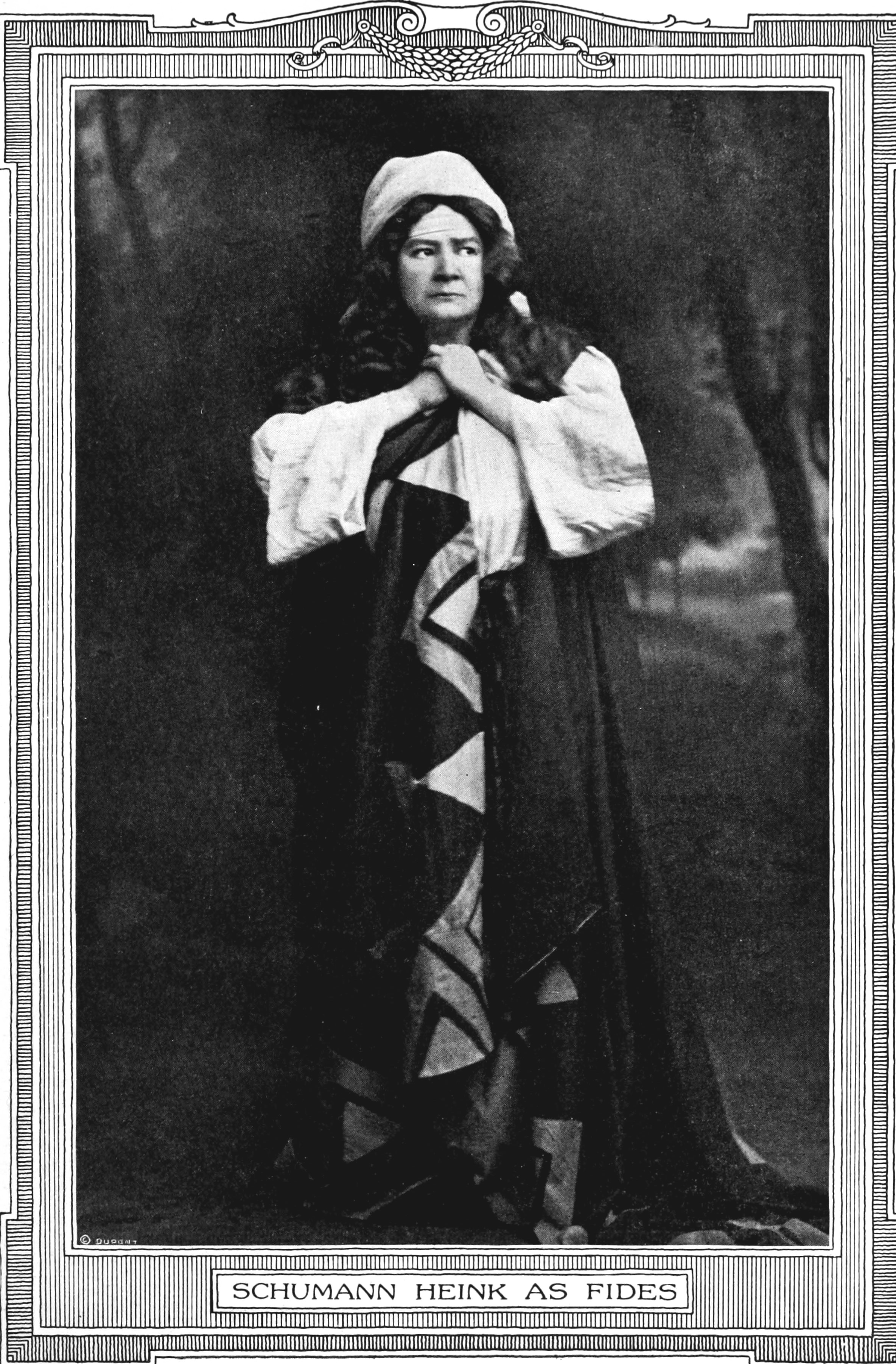
Ernestine Schumann-Heink som Fidès

Som kontrast till vanliga operatexter befinner sig kärleksistorien helt klart i bakgrunden. Scribe föredrog att fokusera på karaktärer med osedvanlig detaljerad psykologi.
Den förste av dessa karaktärer är "hjälten" (eller snarare antihjälten) Jean av Leiden. Karaktärens djupaste natur förblir tvehågsen: tror han verkligen på det uppdrag som Gud ska ha anförtrott honom (i andra aktens profetiska dröm, visionen av hans segerrika attacker på staden Münster i slutet av tredje och kröningsceremonin)? Eller är han medveten om att han endast är en inkräktare som dragit nytta av oständigheterna (härav hans dåliga samvete och hans ånger när modern konfronterar honom i sista akten)? Tror han verkligen på jämlikhet och social rättvisa? Eller handlar han enbart av hämndbegär? Blir han manipulerad av de tre anabaptisterna? Eller kontrollerar han situationen? Librettot ger inga svar på frågorna.
Enligt musikhistorikern Robert Letellier skulle Scribe ha varit inspirerad av den falske Dmitri i Aleksandr Pusjkins drama Boris Godunov (1831) när han skapade porträttet av Jean av Leiden, kluven mellan sin uppriktiga religiösa tro och sin falska gestaltning som profet och Guds son. Librettot nämner också två gånger karaktären Jeanne d'Arc; i andra akten refereras hon till som exempel på en krigsledare som agerar i trons namn; i tredje akten belyser denna referens Jeans grymma fiasko, då denne endast är ledare för en grupp bödlar medan "Jeanne d'Arc har fostrat hjältar."
Librettots andra märkliga figur är Fidès, Jeans moder. Hon innehar den kvinnliga huvudkaraktären och är mycket mer originell än den konventionella Berthe, Jeans fästmö. Fidès är en hängiven kvinna som älskar sin son och flera gånger försöker rädda honom, även om hon måste förneka sitt moderskap och anklaga sig själv för lögn. Scenen där Fidès ifrågasätter sonens gudomliga ursprung under kröningen är ett direkt eko från scenen i Schillers pjäs Orleanska jungfrun (1801), där Jeanne d'Arcs fader anklagar dottern för trolldom under kröningen i Reims av Karl VII av Frankrike. Med få undantag låter inte Meyerbeer karaktären åtföljas av särskilt virtuos musik; han föredrar att nyttja ett slags lyrisk deklamering som förstärker trovärdigheten och värdigheten hos denna modersroll. På det musikaliska planet är rollen särskilt svår och skrevs speciellt för Pauline Viardots unika röst.
De tre anabaptisterna talar och agerar som en person, vilket enligt Robert Letellier är ett ytterst originellt påfund. Kanske som en karikatyr av Treenighetsläran personifierar de tre personerna hyckleri, förräderi och demagogins faror.

### En ny epok i musikdramatikens historia

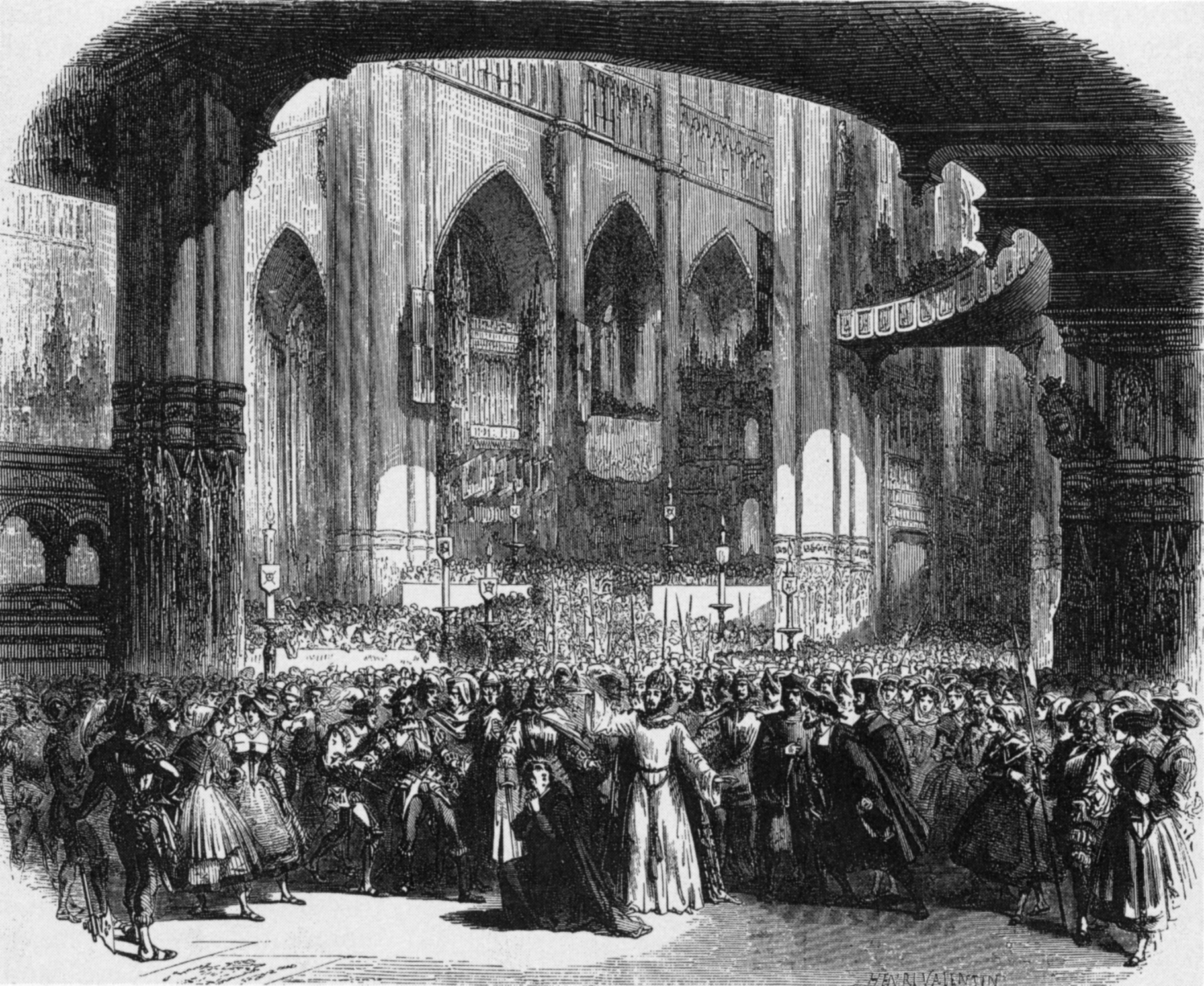
Exorcismscenen i fjärde akten, 1849.

Enligt Letellier har Profeten egenskaper som är specifika för en opera och ett oratorium, och det är genom denna blandning av två olika genrer som verket utgör en "ny epok i musikdramatikens historia". Sergio Segalini konstaterar att oratoriets form, som Meyerbeer ibland ger sin opera, "kontrasterar påfallande med den grandiosa karaktären i de övergripande scenerna." Den ambivalenta användningen av kören är betydelsefull i detta avseende eftersom den i vissa scener ligger nära oratoriet och operans mest spektakulära ögonblick. Men arbetets huvudsakliga innovation är utan tvekan att skapa en ny ton, mer berättande och mer kunna beskriva "en psykologisk situation än en känslomässig känsla". »
Första akten är i huvudsak pastoral i tonen; den andra är passionerat lyrisk medan den tredje är episk till sin natur genom att fokusera på att beskriva trupper av fanatiska soldater redo för alla grymheter i trons och Guds namn. Den fjärde akten målar kröningens imponerande fresk medan den femte kombinerar personliga konflikter och spektakulära specialeffekter med palatsets explosion. Tre element, en religiös, en militär och en pastoral, är nära sammanflätade och sammanflätade genom hela arbetet, vilket skapar en växande spänning som bara kan lösas genom förintelse av alla.
Verkets musikaliska enhet etableras genom några återkommande teman: huvudtemat är anabaptisternas hymn "Ad nos, ad salutarem undam, iterum venite miseri", vilken hörs i första akten i samband med de tre anabaptisternas ondskefulla uppdykande. Slutligen upprepas temat i början av sista akten när de tre anabaptisterna planerar att förråda "profeten". Ett annat tema som återkommer härrör från profetens roll. Det hörs för första gången i en förvrängd form i andra akten när Jean återberättar sin mardröm. Därpå hörs den på nytt, i en annan ton och rytm, i kröningsmarschen i fjärde akten.
De många nya orkestereffekterna i musiken beundrades högt av kompositören Hector Berlioz i hans recension av originaluppsättningen.
Två andra teman används som återkommande motiv: det ena handlar om Jeans roll som profet. Det hörs för första gången i förvrängd form i andra akten när Jean berättar om drömmen som hemsöker honom. Sedan dyker det upp, med en annan ton och rytm, för att introducera kröningsmarschen i fjärde akten. Letellier konstaterar att denna form av temat i en förändrad skepnad gör det möjligt att betona scenens varnande karaktär, långt före uppdykandet av den slutliga melodin, och utgör en betydande nyhet av Meyerbeer i utvecklingen av ledmotivet i operan.
Det sista återkommande temat är av mer intim karaktär: det är den pastorala omsorg från Jean som hörs för första gången i andra akten och som kommer att upprepas i tredje akten när Jean förklarar sig trött på att leda en grupp tjuvar och mördare, sedan i femte akten när Jean, Fidès och Berthe återförenas för första gången i operan och drömmer om den lycka som kan bli deras.
Vad gäller vokalmusiken så är trion i tredje aktens andra scen av särskilt intresse vad gäller det originella sätt som Meyerbeer tonsätter en serie situationer i en komisk trio. Greve Oberthal har smugit in i anabaptisternas läger i hopp om att infiltrera gruppen och störa deras planer. Anabaptisterna Zacharie och Jonas känner först inte igen honom och i trion svär Oberthal, till en klämmig melodi, att han önskar avrätta så många aristokrater som han kan medan anabaptisterna gladeligen tillägger "tra-la-las". Men när Jonas håller upp en lampa mot Oberthals ansikte känner han igen deras fiende och samma glada melodi upprepas, till sardoniska effekter, alltmedan de två anabaptisterna svär att döda honom och Oberthal uttrycker sitt hat emot dem.
En textkritisk utgåva av partituret publicerades 2011.

### Nya instrumentationseffekter
Marie-Hélène Coudroy-Saghai anser att orkester- och körstämmorna "av en överdådig ljudalkemi, (...) förvärvar proportioner som hittills varit okända." Som sådan är den kanske mest imponerande scenen kröningen där Meyerbeer kombinerar orkestern med en kör på scenen och en bakom scenen, en fanfar av saxhorn, blandade körer, en barnkör och en orgel.

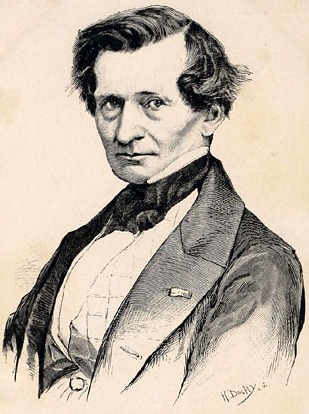
Berlioz beundrade särskilt orkestreringen i Profeten, samtidigt som han beklagade förekomsten av vokaliser i vissa arior, i motsats till den dramatiska sanningen.

Meyerbeer strävar efter att utveckla en instrumentering som var specifik för varje situation, med fördjupad forskning inom klangområdet. Således introduceras Jeans dröm i andra akten av kornetten medan basklarinetten ackompanjerar Fidès kavatina i femte akten. Orkestreringen av Jeans recitativ strax före exorcismscenen i fjärde akten beundrades särskilt för att innehålla "en viss följd av dissonanser" som ekar av den "starka moraliska dissonans [som verkligen finns] i de grymma ord som profeten är skyldig till och den kärlek som Jean av Leiden skulle vilja låta tala.".
I sin recension, publicerad i Le Journal des Débat, listar Hector Berlioz alla opublicerade effekter i orkestreringen: i refrängen "La brise est muette" i första akten noterar han "nya effekter av pizzicato förenade med inslag av liten flöjt"; i Jeans dröm i andra akten, "en av partiturets stora sidor", "hörs först ett beundransvärt tema av en kornett placerad under teatern, ett tremolo av fioler ackompanjerar rösten, sedan återkommer kornettens tema och cirkulerar genom hela orkestern tills ordet "maudit!" som ett hemskt och dövt instrumentalt tjut verkar kastas från helvetet."
Berlioz berördes särskilt av slutet i andra akten där Jean hör sin sovande mor välsigna honom i sömnen: i denna scen "hörs Fidès röst faktiskt inte av åskådaren; orkestern representerar henne och fragmenten av den gamla moderns tidigare aria, reproducerade av engelskt horn i en harmoni av dämpade fioler, får en karaktär lika mystisk som den är ömt högtidlig. Han uppskattade också tiggarens klagan i början av fjärde akten, "mycket ödmjuk, mycket sorglig och underbart åtföljd av klarinetternas dystra accent"; Förutom kröningsscenens "beundransvärt kombinerade musikaliska tumult" konstaterar han att "Jeans fråga: Är jag din son? upprepas genom två ackord av den mest slående och oväntade effekt till vilken kombinationen av klangerna i basklarinetten och fiolerna uppdelade i tremolo i diskanten ger en extraordinär karaktär."
I andra akten noterade François-Joseph Fétis för sin del "en helt ny effekt i de korsade rytmerna av två fagotter som imiterar hastiga steg och hästarnas galopp, i ett tempo framfört av klarinetter, horn, fioler, viola och basar. Denna effekt är avsedd att indikera Berthes hastiga flykt och soldaterna som är på jakt efter henne; det ger en verklig illusion. »
Meyerbeer hade kunnat använda saxofonen som just hade uppfunnits; ändå var han tvungen att avstå från det, instrumentet var ännu inte av tillräckligt tillförlitlig kvalitet vid tidpunkten för operans tillkomst..

## Wagners kritik av "orsakslösa effekter"
Att som huvudperson i operan ta en usurpator var ursprunget till Richard Wagners berömda kritik att Meyerbeers verk kännetecknas av en följd av "orsakslösa effekter".

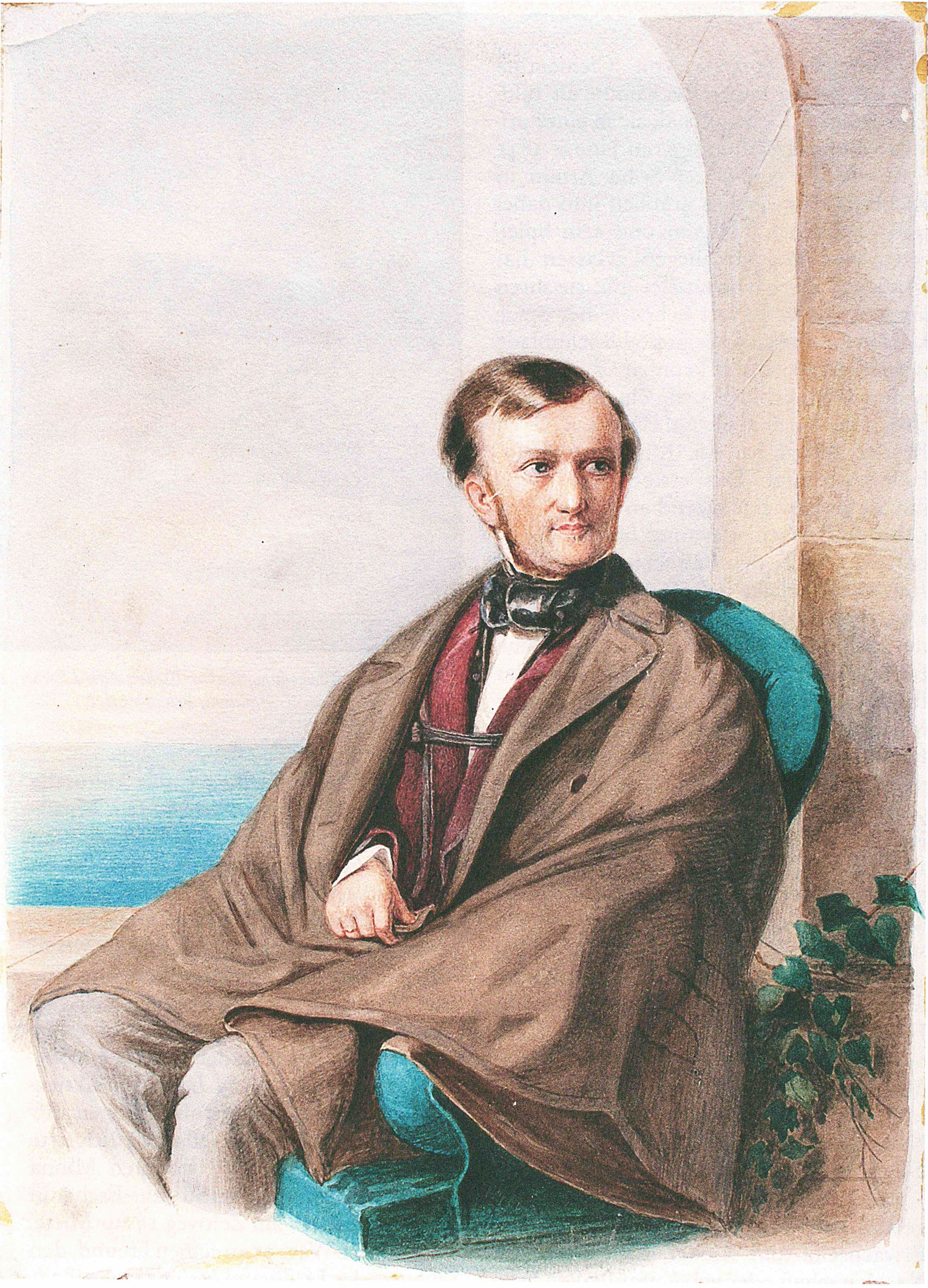
Wagners berömda kritik av att Meyerbeers operor bara är en följd av "orsakslösa effekter" gjordes först efter Profeten.

I "Opera och drama" (1851) lyfte Wagner fram vad han kallade drama till nackdel för opera i den utsträckning att den senare hade "gjort ett uttrycksmedel (musik) till målet, och vice versa, för uttrycksmålets (drama) skull." Ur denna synvinkel utgör Meyerbeer ett absolut avstötningsmedel, vars "verk bara kunde fylla oss med avsky", i den mån han helt sänkte den del som gavs till librettot, "musikern [kröns] som den sanna poeten".
Wagner förebrår Meyerbeer för:
- Att vara okänslig för skönheten i det språk som librettot är skrivet på: genom att ta upp några av de antisemitiska argument som han redan hade utvecklat (under skydd av anonymitet) i "Judendomen i musiken" (1850), tillskriver Wagner denna oförmåga kompositörens judiska ursprung. Mer specifikt:

| ” | Eftersom han var jude hade han inte ett modersmål som hade vuxit i kraft med hans intima varelse: han talade med samma intresse alla moderna språk och omsatte dem likgiltigt i musik, utan någon annan sympati för deras geni än det som berodde på deras foglighet att underkasta sig absolut musik efter behag. | „ |

- Att påtvinga sina librettister (och i synnerhet Scribe) dikterade modifieringar i en strikt musikalisk och inte dramatisk oro. Därmed skulle Meyerbeer ha gjort med operalibrettot vad Berlioz hade åstadkommit med orkestern, som privilegierade nöjet av nyhet och det oerhörda, till dramatisk sammanhållning och poesi:

| ” | Meyerbeer (...) ville bara ha ett monstruöst vansinnigt dramatiskt potpurri, historiskt-romantiskt, diabolico-religiöst, libertino-bigott, oseriöst och fromt, mystiskt och oförskämt, sentimentalt och girigt, för att hitta material till en extremt nyfiken musik (...). Han kände att vi skulle kunna producera det som aldrig hade gjorts tidigare, med allt lagrat utbud av musikaliska effekter samlat i varje hörn genom att stapla dem i ett virrvarr, blandat med pulver och kolofonium och kasta dem i luften med en fruktansvärd detonation. Vad han därför begärde av sin poet var i viss mån iscensättningen av Berlioz orkester. | „ |

För att illustrera denna underordning av texten gentemot musiken tar Wagner som exempel slutet på tredje akten där Jean van Leiden sporrar sina trupper som förbereder sig för att attackera Münster när solen går upp. Denna scen skulle vara karakteristisk för Meyerbeers operor i den mån den utgör en "orsakslös effekt". För Wagner har soluppgången en poetisk betydelse endast om den motsvarar en verklig känsla hos karaktären, till den "inre glädjen" hos en "entusiastisk hjälte". Detta är dock inte fallet eftersom Jean van Leiden bara är en usurpator medveten om sin falskhet och situationens falska natur. Därför är soluppgången inte sublimeringen av hjältens inre tillstånd, utan en effekt, utan konstnärlig legitimitet, som inte har något annat intresse än den tekniska skicklighet som den utgör för att vara trovärdigt representerad på en teaterscen.
Wagners invändning höll inte för en genomläsning av librettot. I akt II, scen II, berättar Jean för de tre anabaptisterna om sin dröm där folket kallar honom "David! Messias.. och Guds sanne son!". I akt II, scen VIII, efter Berthes bortförande, när en av anabaptisterna, Jonas, sa till honom: "Jean! Gud kallar dig!", svarar han "oroligt" (det är texten som specificerar det): "Du säger sanningen". Sedan går Jean iväg med de nämnda anabaptisterna (som är falska predikanter) för att hämnas. Slutligen, i scen III i akt IV, säger Jean till sig själv, precis innan han förhörs av sin mor: "Jean! Du skall regera!!! Ja... så det är sant! ... Jag är den utvalde, Guds son! ...". Librettot antyder aldrig att Jean är medveten om att han är en usurpator: den upphöjda scenen som följer med soluppgången (akt III, scen XII), och som är insprängd mellan de ovan nämnda passagerna, är därför helt motiverad dramatiskt.
Utan tvekan medveten om den förenklade karaktären av sin kritik, invände Wagner omedelbart mot den, till vilken han svarade så här:
| ” | Man kan invända mot mig: 'Vi ville inte ha din folkhjälte: den här är framför allt bara en produkt som läggs till av din personliga fantasi som en revolutionär; Tvärtom ville vi representera en olycklig ung man, som förbittrad av olycka och vilseledd av falska populära agitatorer, drogs in i brott som han senare skulle sona genom uppriktig omvändelse. Jag kommer då att fråga vad solens effekt betyder och jag kan få svar: "Detta är helt hämtat från naturen; varför skulle inte solen gå upp på morgonen? Detta skulle inte vara en särskilt rimlig ursäkt för en oumbärlig soluppgång; men jag tror fortfarande att du inte skulle ha haft tanken på denna sol ur det blå, om du inte hade uppfunnit en situation som den jag angav ovan; du gillade inte själva situationen, men du hade i åtanke dess effekt. | „ |

## Påverkan
Operans musikaliska och teatermässiga påverkan kan bland annat återfinnas i Liszts monumentala "Fantasie und Fugue über den Chorale "Ad nos, ad salutarem undam" för orgel vilken bygger på anabaptisternas koral, duetten mellan mor och son i Giuseppe Verdis Il Trovatore samt den ödesmättade finalen av Richard Wagners Götterdämmerung. 
Verdi, som närvarade vid premiären, skulle bli evigt påverkad av Meyerbeers opera. Under komponerandet av Sicilianska aftonsången (opera) skrev han (på franska) till sin librettist (som råkade vara Eugene Scribe!): "Jag ser alltid för mina ögon flera [scener], inklusive kröningen från Profeten! I den här scenen skulle ingen annan kompositör ha gjort det bättre än Meyerbeer!". Som Kaminski noterar är karaktären Fidès modellen för alla Verdis stora dramatiska mezzosopraner: Azucena (Trubaduren), Eboli (Don Carlos) och Amneris (Aida).
Den spektakulära kröningsscenen kom att ge många ekon, varav de mest kända utan tvekan är scenen för autodafén i Don Carlos eller triumfmarschen i Aida.
Den första bondekören sägs ha inspirerat Bizet till scenen med cigarrflickorna i Carmen.
Jeans nihilistiska trosbekännelse i sista aktens sista scen kom att tas upp av Tjajkovskij för Hermann i Spader dam.
Figuerna Ping, Pang och Pong från Puccinis Turandot härstammar direkt från de tre anabaptisterna.

## Diverse omProfeten
- I premiären medverkade den 13-årige Léo Delibes, framtida kompositör till operan Lakmé, som körgosse i kröningsscenen.[16]

- Operans framgång gav mycket snabbt upphov till parodier; i maj 1849 gavs en "stor lyrisk galenskap i 4 akter och 12 scener" med titeln L'Âne à Baptiste på Théâtre du Vaudeville i Paris. Det stod på affischen att "vi spelar parodin av detta verk på nationens stora Teater."[24]

- I första scenen av akt 3 i Profeten förekommer en balett med titeln "Les Patineurs" (Skridskoåkarna), i vilken dansarna imiterar skridskoåkning. Vid operans premiär 1849 bar dansarna en typ av primitiva rullskridskor, vilka hade uppfunnits i Europa på 1700-talet, för att mer övertygande se ut som de åkte skridskor. Tillverkarna utnyttjade möjligheten att med viss framgång sälja "profetens skridskor".[25]

- 1937 arrangerade Constant Lambert balettmusiken från operan med utdrag från balettmusiken i L'Étoile du Nord till baletten Les Patineurs, koreograferad av Sir Frederick Ashton, i vilken dansarna imiterar skridskoåkare.